# 菱野台
菱野台（ひしのだい）は、愛知県瀬戸市原山台連区の町名。現行行政地名は菱野台1丁目から4丁目。

## 地理
- 瀬戸市の南部に位置する[8]。西から北を原山台、北から東を萩山台、南を八幡台と隣接している[8]。
- 菱野団地の中心部にあたる[8]。1丁目に銀行や郵便局、2丁目に各種個人商店や個人病院、3丁目に萩山台商店街と医院、4丁目に菱野ウィングビル・コンビニエンスストア・斎場・個人医院がある[8]。
- かつては、1丁目に松坂屋ストアやエビスヤがあった[8]がすでに撤退・廃業している。

### 学区
市立小・中学校に通う場合、学区は以下の通りとなる。また、公立高等学校普通科に通う場合の学区は以下の通りとなる。
| 町丁・丁目  | 番・番地等 | 小学校             | 中学校             | 高等学校 |
| ----------- | ---------- | ------------------ | ------------------ | -------- |
| 菱野台1丁目 | 全域       | 瀬戸市立原山小学校 | 瀬戸市立光陵中学校 | 尾張学区 |
| 菱野台2丁目 | 全域       | 瀬戸市立原山小学校 | 瀬戸市立光陵中学校 | 尾張学区 |
| 菱野台3丁目 | 全域       | 瀬戸市立萩山小学校 | 瀬戸市立光陵中学校 | 尾張学区 |
| 菱野台4丁目 | 全域       | 瀬戸市立八幡小学校 | 瀬戸市立光陵中学校 | 尾張学区 |

## 歴史

### 沿革
- 1970年（昭和45年）3月27日 - 菱野団地原山台入居開始[11]。
- 1978年（昭和53年）3月1日 - 瀬戸市大字菱野字長根の一部により、同市菱野台1丁目・2丁目が成立[2]。
- 1980年（昭和55年）3月1日 - 瀬戸市大字菱野字長根の一部により、同市菱野台4丁目が成立[12]。
- 1981年（昭和56年）2月1日 - 瀬戸市大字菱野字長根・大字山口字大坂の一部により、同市菱野台3丁目が成立[13]。

## 世帯数と人口
2024年（令和6年）1月1日現在の世帯数と人口は以下の通りである。
| 町丁        | 世帯数  | 人口  |
| ----------- | ------- | ----- |
| 菱野台1丁目 | 109世帯 | 217人 |
| 菱野台2丁目 | 43世帯  | 79人  |
| 菱野台3丁目 | 27世帯  | 50人  |
| 菱野台4丁目 | 71世帯  | 145人 |
| 計          | 250世帯 | 491人 |

### 人口の変遷
国勢調査による人口の推移
| 1995年（平成7年）  | 730人 | [ 14 ] |  |
| 2000年（平成12年） | 698人 | [ 15 ] |  |
| 2005年（平成17年） | 634人 | [ 16 ] |  |
| 2010年（平成22年） | 525人 | [ 17 ] |  |
| 2015年（平成27年） | 507人 | [ 18 ] |  |
| 2020年（令和2年）  | 520人 | [ 19 ] |  |

### 世帯数の変遷
国勢調査による世帯数の推移。
| 1995年（平成7年）  | 237世帯 | [ 14 ] |  |
| 2000年（平成12年） | 241世帯 | [ 15 ] |  |
| 2005年（平成17年） | 236世帯 | [ 16 ] |  |
| 2010年（平成22年） | 214世帯 | [ 17 ] |  |
| 2015年（平成27年） | 212世帯 | [ 18 ] |  |
| 2020年（令和2年）  | 218世帯 | [ 19 ] |  |

## 交通

### 鉄道
町内に鉄道は走っていない。最寄り駅は名鉄瀬戸線尾張瀬戸駅、または、愛知環状鉄道・愛知環状鉄道線山口駅・瀬戸口駅になる。

### バス
名鉄バス「東山線」
- 【16】【16H】【17H】新瀬戸駅 - 瀬戸駅前 - 菱野団地（循環） - 瀬戸駅前 - 新瀬戸駅 系統
- 【18】瀬戸駅前 - 菱野団地 - 愛・地球博記念公園駅 系統
- 【40】【41】藤が丘 - 岩作 - 本地口 - 菱野団地 系統

名鉄バス「本地ヶ原線」
- 【35】名鉄バスセンター - 引山 - 四軒家 - 本地ヶ原 - 菱野団地 系統

以上の2路線7系統が原山台・萩山台・八幡台との町境の道路を走っているが、バス停は菱野台側にはない。それぞれの団地側にあるバス停が最寄りのバス停になる。
菱野団地住民バス ： センター地区バス停・商店街・タクシーのりば（萩山台側）バス停・商店街・タクシーのりば（原山台側）バス停
- センター地区バス停
- 商店街・タクシーのりば（萩山台側）バス停
- 商店街・タクシーのりば（原山台側）バス停

### 道路
町域に国道・県道は走っていない。

## 施設
- 瀬戸菱野郵便局[8] ： 窓口は平日のみ、ATMは土日祝も営業[20]。駐車場はなし[20]。
- 瀬戸市 菱野団地市民サービスセンター ： 諸証明書の発行・市税証明の発行・収納等の業務を行っている[21]。月曜日・火曜日・祝日及び年末年始は休所日となっている[22]。
- 瀬戸信用金庫 菱野支店[8] ： 金融機関（店舗）コードは1554（030）[23]。窓口は平日のみ、ATMは土日祝も営業[23]。
- 菱野団地商店街 ： 2丁目にある商店街。
- 萩山台商店街[8] ： 3丁目にある商店街。
- セレモニーハウスひしの ： 伊藤葬具の斎場[24]。一軒家タイプで自宅で葬儀をしているような家庭的な空間を再現[24]。
- 中日新聞原山台専売所 北西新聞店
- 中日新聞瀬戸菱野専売店 加藤新聞店
- 朝日新聞サービスアンカーASA菱野団地
- 菱野ウィングビル[8] ： 4丁目にあるビル。2階は商店街、3階以上は住宅となっている。
- 旧・松坂屋ストア（ピーコックストア）菱野店[8] ： 1972年（昭和47年）11月に開店し、菱野団地住民の生活を支えていたが、2014年（平成26年）3月に閉店[25]。
- 菱野団地中央広場 ： 菱野台の中央部にある広場。

- 瀬戸菱野郵便局
- 瀬戸市 菱野団地市民サービスセンター
- 瀬戸信用金庫 菱野支店
- 菱野団地商店街
- 萩山台商店街
- セレモニーハウスひしの
- 中日新聞原山台専売所 北西新聞店
- 中日新聞瀬戸菱野専売店 加藤新聞店
- 朝日新聞サービスアンカーASA菱野団地
- 菱野ウィングビル
- 旧・松坂屋ストア（ピーコックストア）菱野店
- 菱野団地中央広場

## その他

### 日本郵便
- 郵便番号 : 489-0887[6]（集配局：瀬戸郵便局[26]）。